# Трогодермы
Трогодермы (лат. Trogoderma) — род жуков из семейства кожеедов подсемейства Megatominae.

## Описание
Жуки удлинённо-овальной формы длиной 2-5 мм. Усики состоят из 9-11 члеников, 3-9 из которых образуют булаву. В покое булава вкладывается в ямки по бокам на нижней поверхности переднегруди. Тело в прилегающих или отстоящих волосках. Среднегрудь с глубокой продольной бороздой.
У личинок на 5-8 тергитах брюшка имеются плотные пучки стекловидных хет (щетинок). Задняя треть тергитов покрыта шипованными волосками, называемыми колосовидными хетами. Колосовидные хеты защищают личинок от хищных насекомых.

## Экология
В природе личинки развиваются в гнездах жалящих перепончатокрылых и пауков, питаются трупами насекомых и сделанными ими запасами. Некоторые виды (Trogoderma glabrum, Trogoderma granarium, Trogoderma inclusum, Trogoderma sinistrum, Trogoderma sternale, Trogoderma variabile) известны как вредители продуктов питания при хранении и зоологических коллекций, иногда наносят ущерб в пчеловодству.

## Классификация
В мировой фауне 171 вид. Некоторые авторы считают род Trichoderma полифилетическим и выделяют представителей австралийской фауны в отдельный род Eurhopalus.

## Палеонтология
В ископаемом виде известен один вид Trogoderma larvalis из балтийского янтаря.

## Распространение
Представители рода Trogoderma s.l. встречаются по всему миру. Центром видового разнообразия являются Неотропическая область и Австралия. На Мадагаскаре отмечено 13 видов.

## Комментарии
1. ↑  В Австралии из аборигенных только виды, относимые по классификации 2022 года к самостоятельному роду Eurhopalus